# 馬芳
馬芳（1518年—1581年），字德馨，别號蘭溪，蔚州（今河北蔚縣）人。明朝將領。

## 生平
嘉靖八年己丑（1529年），年僅十一歲被蒙古韃靼部落掠走，為人放牧十二年。嘉靖十九年庚子（1540年）乘狩獵之機，逃回中原。時周尚文鎮守大同，收留他為隊長。以軍功，從小旗、試百户、指挥佥事、指挥同知、都指挥佥事、游击将軍，一直升到左參将、分守宣府西路，三十四年（1555年）三月调守大同東路。嘉靖三十六年（1557年）擢蓟鎮副总兵，分守建昌諸處。蒙古兵犯遵化、玉田，馬芳因抗擊不力，被降职二级，貶為都督佥事。嘉靖三十八年（1559年）九月，黄台吉入寇宣府，馬芳被调任協守宣府副总兵，以斩獲功升二级，復原职左都督。三十九年（1560年），與俺答部七戰皆捷，累積戰功，拜总兵官，配征西将军印，镇守宣府。嘉靖四十五年（1566年）十月，俺答以十萬騎兵犯萬全右衛，馬芳在馬蓮堡迎敵，令大開堡門，俺答部疑有伏兵，不敢輕入。入夜，馬芳下令出擊，於拂曉大破敵兵。《明史·馬芳傳》稱「大小百十接，身被數十創，以少擊眾，未嘗不大捷」，“威名震邊陲，為一時將帥冠”；詩人尹耕有詩：“威名萬里馬將軍，白髮丹心天下聞”。
隆慶四年（1570年），馬芳调任大同总兵官，萬曆元年（1573年）被言官弹劾去职。三年（1575年），召入为前軍都督府佥書。六年（1578年）復任宣府总兵官。九年二月十八日卒于官，享年六十四岁。生三子：馬棟、馬椿、馬林。

## 延伸阅读
[在维基数据编辑]
 《明史卷二百一十一》，出自《明史》